# گونیسینیر
گونیسینیر (به ترکی استانبولی: Güneysınır) یک منطقهٔ مسکونی در ترکیه است که در استان قونیه واقع شده‌است. گونیسینیر ۱٬۱۳۰ متر بالاتر از سطح دریا واقع شده‌است.